# Črni medvedek
Črni medvedek (znanstveno ime Epicallia villica) je vrsta metulja, ki je razširjena po Iberskem polotoku, zahodni in osrednji Evropi, Anatoliji, zahodnem in severnem Iranu, zahodni Sibiriji, jugozahodni Aziji in Severni Afriki.

## Opis
Odrasli črni medvedki merijo preko kril med 45 in 60 mm. Sprednja krila so črna z različno oblikovanimi belimi ali smetanasto belimi pegami, zadnja krila so oranžnorumena in imajo črn pegast vzorec. V Sloveniji se pojavlja od sredine maja do začetka julija.

## Podvrste
- Eutallia villica confluens (Romanoff, 1884)
- Eutallia villica villica (Linnaeus, 1758)
- Eutallia villica angelica (Boisduval, 1829)
- Eutallia villica fulminans (Staudinger, 1871)
- Eutallia villica marchandi (de Freina, 1983) [2][3]